# 市川塩浜駅

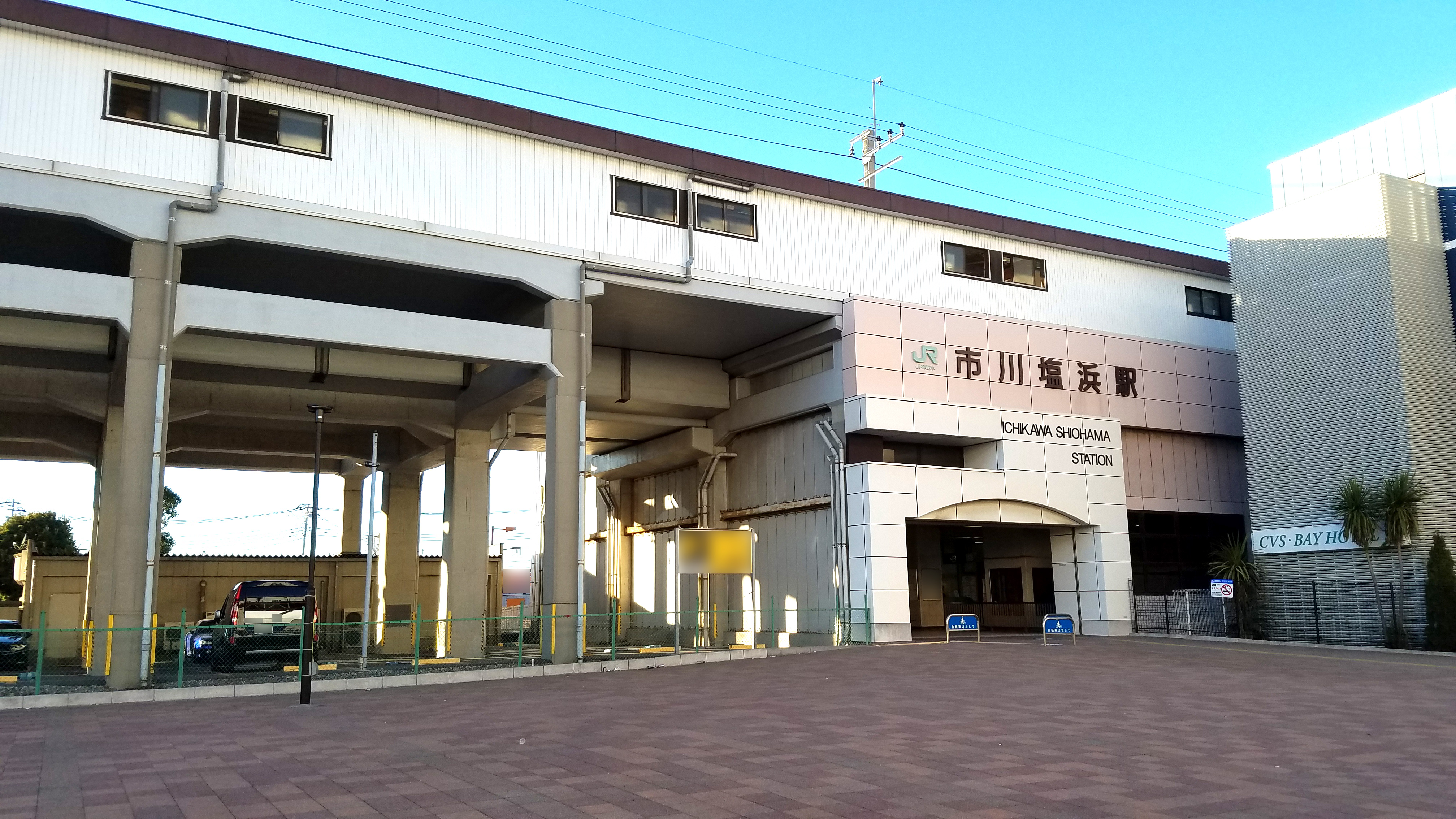
南口（2022年1月）

市川塩浜駅（いちかわしおはまえき）は、千葉県市川市塩浜二丁目にある、東日本旅客鉄道（JR東日本）京葉線の駅である。西船橋駅から武蔵野線に乗り入れる列車も停車する。駅番号はJE 09。

## 概要
西船橋駅への連絡線である京葉線高谷支線の分岐駅であり、武蔵野線直通列車は当駅から高谷支線を通り西船橋駅を経て武蔵野線に入る。当駅では便宜上、本線部のみが「京葉線」と案内され、高谷支線は「武蔵野線」と案内されることが多い。

## 歴史
駅名の塩浜の由来は、かつて塩を製していた浜という意味である。江戸時代から明治にかけて、この地域には行徳塩田が広がっていた。また、すでに塩浜駅（関西本線貨物支線）や塩浜操駅（東海道貨物線）があり重複を避けるため、駅所在地の市川市から「市川」の名を冠した。

### 年表
- 1988年（昭和63年）12月1日：開業[1]。開業前の仮称は「新行徳」だった[2]。
- 2001年（平成13年）11月18日：ICカード「Suica」の利用が可能となる[広報 1]。
- 2004年（平成16年）3月20日：南口の供用を開始[3]。
- 2007年（平成19年）4月1日：業務委託化[4]。
- 2013年（平成25年）3月16日：ダイヤ改正に伴い武蔵野線系統の快速が廃止されたため、当駅に停車する快速列車が消滅する[5]。

## 駅構造
相対式ホーム2面2線を有する高架駅。駅舎は高架下にある。
新浦安営業統括センター（新浦安駅）管理の業務委託駅で、JR東日本ステーションサービスが受託している。自動券売機・自動改札機・自動精算機が設置されている。

### のりば
| 番線 | 路線     | 方向 | 行先               |
| ---- | -------- | ---- | ------------------ |
| 1    | 京葉線   | 下り | 海浜幕張・蘇我方面 |
| 1    | 武蔵野線 | -    | 西船橋・新松戸方面 |
| 2    | 京葉線   | 上り | 新木場・東京方面   |

（出典：JR東日本:駅構内図）

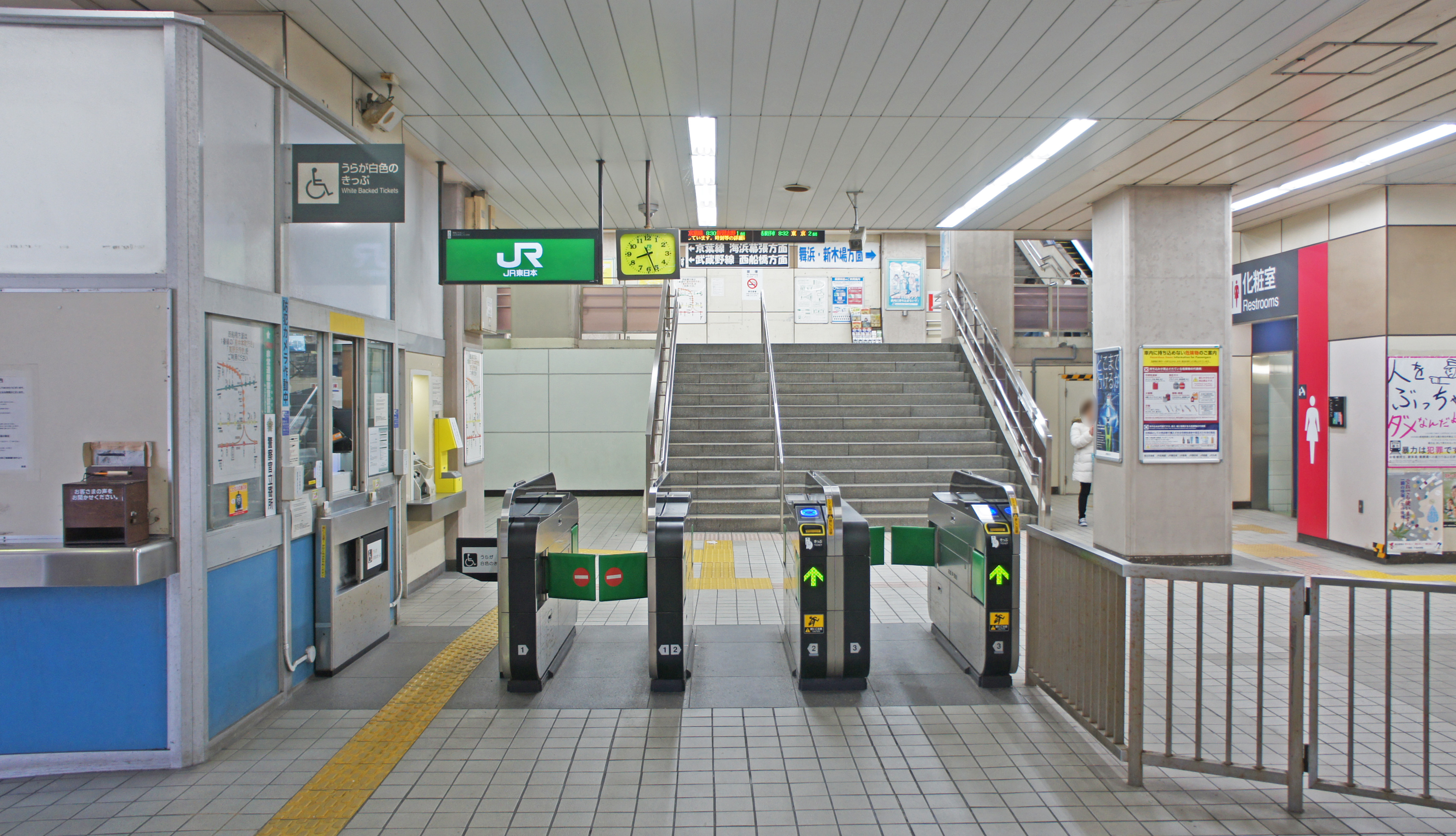
改札口（2019年12月）
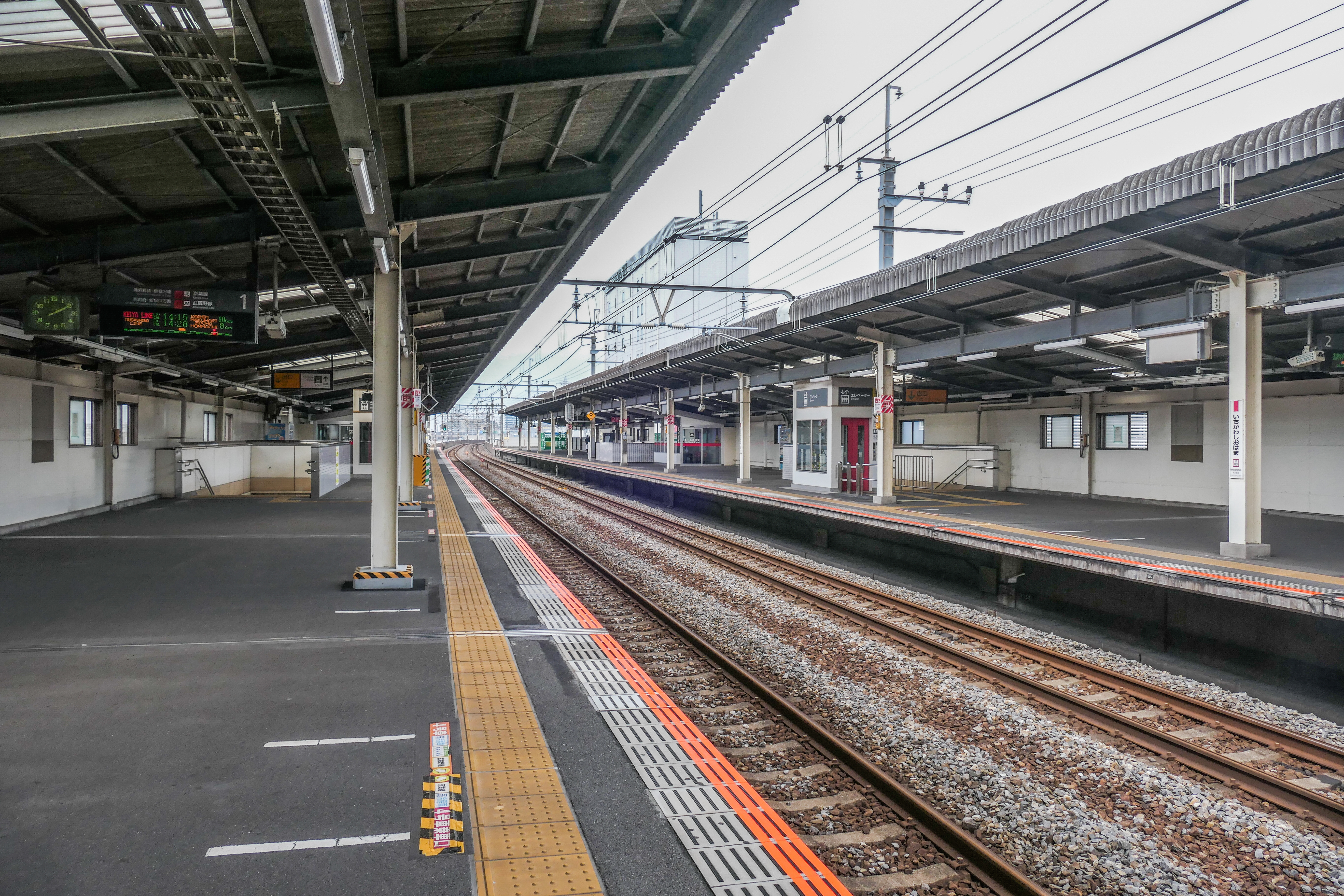
1番線ホーム（2022年8月）
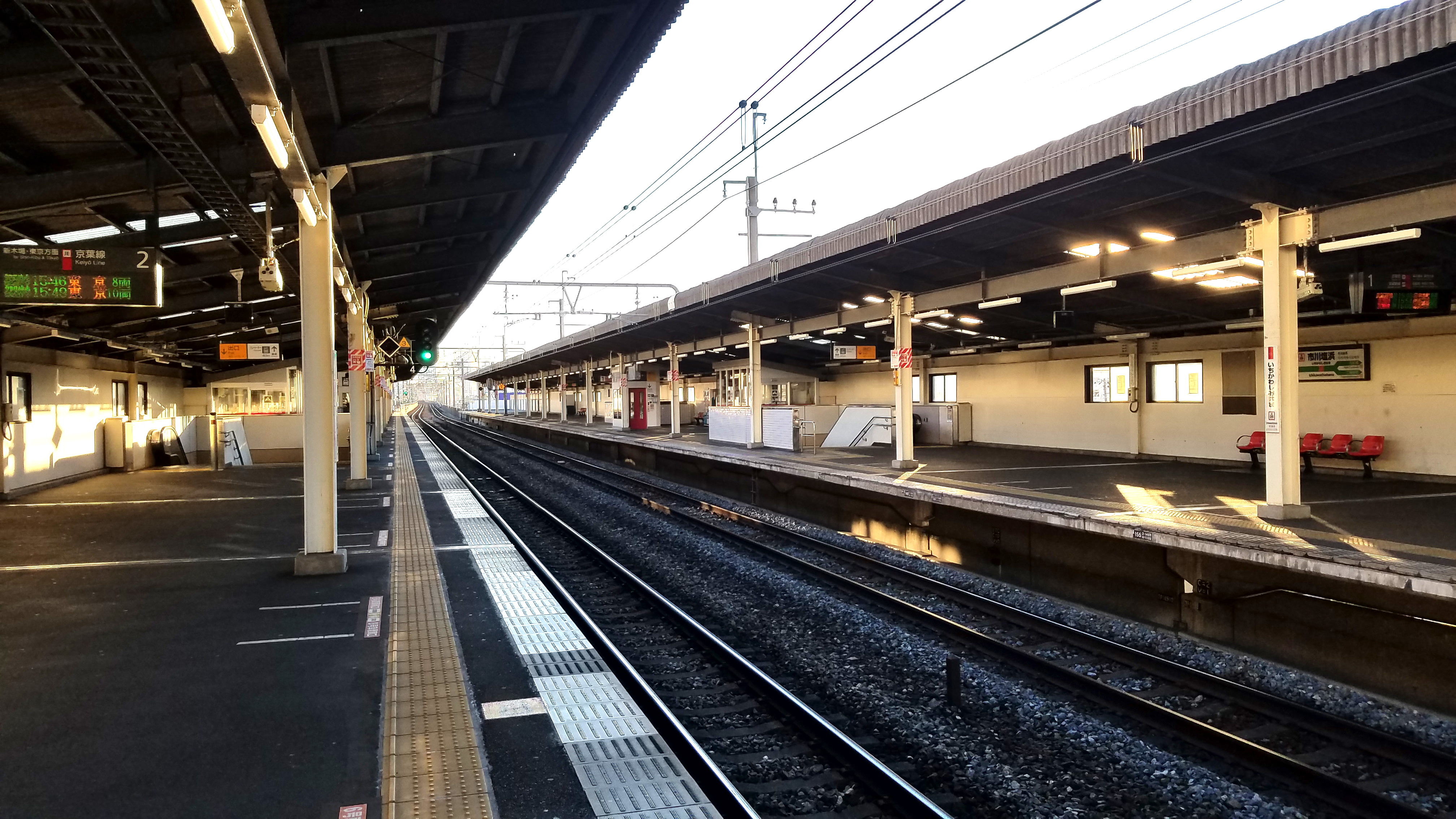
2番線ホーム（2022年1月）
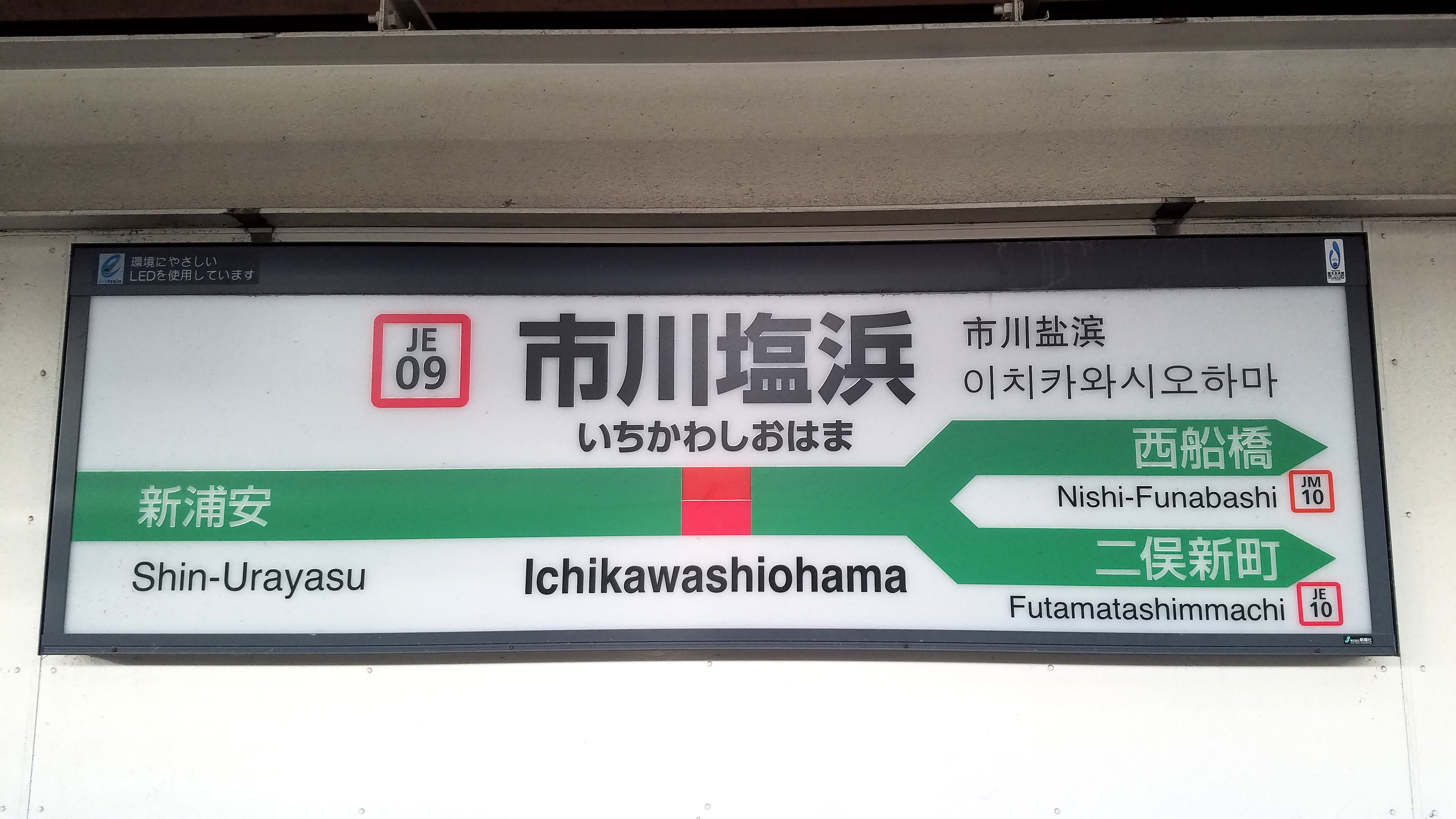
1番線駅名標（2022年1月）
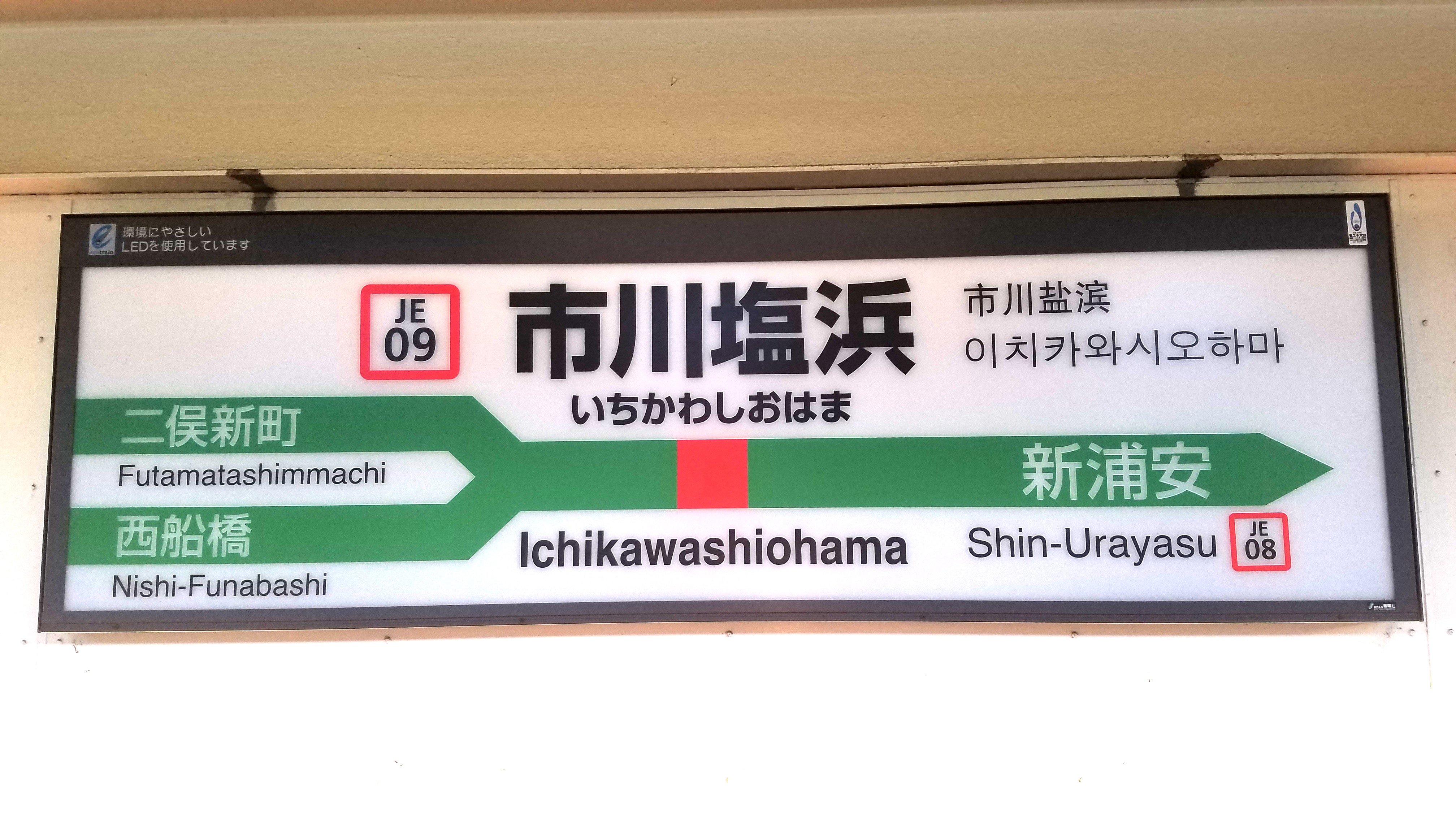
2番線駅名標（2022年1月）

## 利用状況
2023年（令和5年）度の1日平均乗車人員は7,720人である。
開業後の1日平均乗車人員の推移は下記の通り。
| 年度               | 1日平均 乗車人員 | 出典     |
| ------------------ | ---------------- | -------- |
| 1988年（昭和63年） | 1,229            | [ * 1 ]  |
| 1989年（平成元年） | 1,805            | [ * 2 ]  |
| 1990年（平成02年） | 2,384            | [ * 3 ]  |
| 1991年（平成03年） | 2,631            | [ * 4 ]  |
| 1992年（平成04年） | 2,776            | [ * 5 ]  |
| 1993年（平成05年） | 3,122            | [ * 6 ]  |
| 1994年（平成06年） | 3,232            | [ * 7 ]  |
| 1995年（平成07年） | 3,369            | [ * 8 ]  |
| 1996年（平成08年） | 3,424            | [ * 9 ]  |
| 1997年（平成09年） | 3,489            | [ * 10 ] |
| 1998年（平成10年） | 3,679            | [ * 11 ] |
| 1999年（平成11年） | 3,814            | [ * 12 ] |
| 2000年（平成12年） | 3,907            | [ * 13 ] |
| 2001年（平成13年） | 3,923            | [ * 14 ] |
| 2002年（平成14年） | 3,972            | [ * 15 ] |
| 2003年（平成15年） | 4,181            | [ * 16 ] |
| 2004年（平成16年） | 4,413            | [ * 17 ] |
| 2005年（平成17年） | 4,696            | [ * 18 ] |
| 2006年（平成18年） | 4,943            | [ * 19 ] |
| 2007年（平成19年） | 5,177            | [ * 20 ] |
| 2008年（平成20年） | 5,493            | [ * 21 ] |
| 2009年（平成21年） | 5,694            | [ * 22 ] |
| 2010年（平成22年） | 6,047            | [ * 23 ] |
| 2011年（平成23年） | 6,377            | [ * 24 ] |
| 2012年（平成24年） | 6,569            | [ * 25 ] |
| 2013年（平成25年） | 7,079            | [ * 26 ] |
| 2014年（平成26年） | 7,185            | [ * 27 ] |
| 2015年（平成27年） | 7,546            | [ * 28 ] |
| 2016年（平成28年） | 7,756            | [ * 29 ] |
| 2017年（平成29年） | 7,948            | [ * 30 ] |
| 2018年（平成30年） | 8,136            | [ * 31 ] |
| 2019年（令和元年） | 8,086            | [ * 32 ] |
| 2020年（令和02年） | 7,037            |          |
| 2021年（令和03年） | 7,056            |          |
| 2022年（令和04年） | 7,342            |          |
| 2023年（令和05年） | 7,720            |          |

備考
1. ↑  1988年12月1日開業。開業日から翌年3月31日までの計121日間を集計したデータ。

## 駅周辺

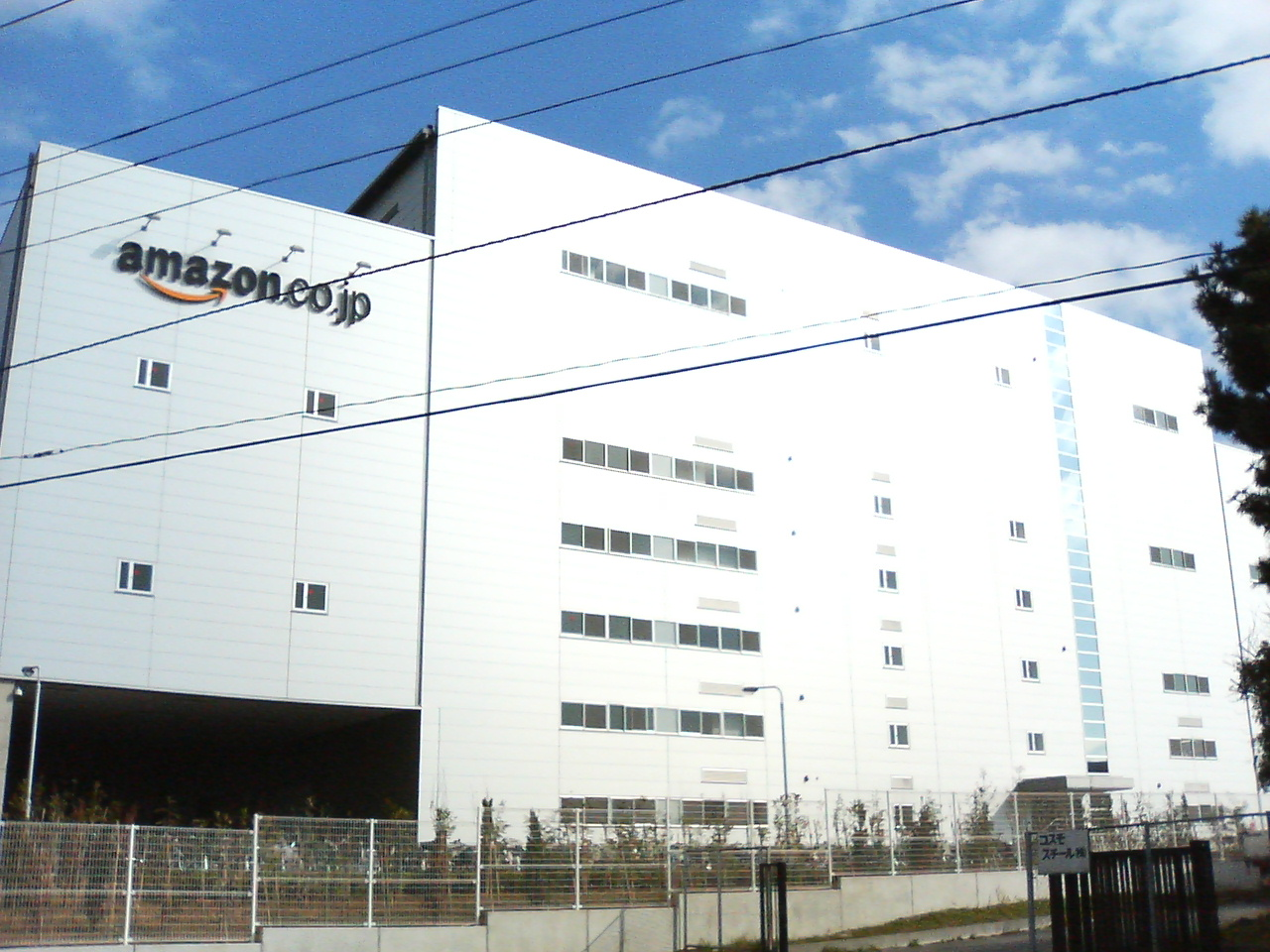
アマゾンジャパン・ロジスティクス 市川フルフィルメントセンター配送拠点

旧日本国有鉄道時代に駅の南側に貨物操車場を建設する計画が存在したが実現せず、国鉄分割民営化の際に市川市側が買い戻しを要求して訴訟を起こし、千葉地方裁判所の和解勧告を受け入れて、1989年（平成元年）3月に市川市が3分の2、国鉄清算事業団が3分の1を持つ形で共有することで決着した。
周辺は工場地域や倉庫街であり、住宅はほとんど見られない。これは都市計画法に定めた住居地域が駅周辺にないためで、同様な状況は隣の二俣新町駅でも見られる。用途地域で見ると駅近辺の一部に商業地域や近隣商業地域があるが、大部分は工業専用地域で、住宅の建設が禁止されている。
当駅近辺の住居地域は新浜、日の出、塩浜（当駅名の由来）の各地区があるが、いずれの地区も当駅から1キロメートル以上離れている。
後述の通り当駅を発着する路線バスはあるが、当駅は快速通過駅であるため周辺住民は、同地区を貫く東京メトロ東西線の南行徳駅等を利用する人が多く、JR東日本線を利用する場合は路線バスで快速停車駅である隣駅の新浦安駅、総武緩行線・都営地下鉄新宿線の本八幡駅まで出るケースが多い。
周辺に勾配が少ないことから自転車を用いて当駅を利用する乗客もいる。
- 行徳警察署
- 宮内庁 新浜鴨場
- 行徳野鳥観察舎
- 行徳中央病院
- 千葉県立行徳高等学校
- 市川市立塩浜学園（義務教育学校）
- URハイタウン塩浜
- 市川市営住宅塩浜団地
- 市川市塩浜市民体育館
- 国道357号
- ユニディ千鳥町店
- アマゾンジャパン・ロジスティクス 市川フルフィルメントセンター
- CVS・BAY HOTEL
- ボルボ・カーズ市川 - 東邦オートによる運営。かつてはジェイアール東日本自動車販売が運営していた関係で、高架下にある。
- 京成バス千葉ウエスト塩浜営業所
- 東京納品代行東京ベイ・ファッションアリーナ
- プロロジスパーク市川I
- 佐川急便城東店
- 第一貨物市川物流センター
- 福山通運市川支店
- トピー海運東京支店
- フジパン千葉工場
- 吉野工業所市川工場
- 扶和メタル市川支店[9]

## バス路線
駅の西側にあるロータリーから、京成バス千葉ウエストにより運行されている路線バスが発着する。
- 塩浜01：妙典駅
- 塩浜03：行徳駅
- 浦安05：浦安駅

## 隣の駅
東日本旅客鉄道（JR東日本）
 京葉線
■快速
通過
■各駅停車
新浦安駅 (JE 08) - 市川塩浜駅 (JE 09) - 二俣新町駅 (JE 10)
 武蔵野線直通（京葉線高谷支線）
■各駅停車
新浦安駅 (JE 08) - 市川塩浜駅 (JE 09) - 西船橋駅 (JM 10)

#### 広報資料・プレスリリースなど一次資料
1. ↑  “Suicaご利用可能エリアマップ（2001年11月18日当初）” (PDF).   東日本旅客鉄道. 2019年7月27日時点のオリジナルよりアーカイブ。2020年4月28日閲覧。

#### 利用状況に関する資料
1. ↑  千葉県統計年鑑 - 千葉県
2. ↑  市川市統計年鑑 - 市川市

JR東日本の2000年度以降の乗車人員
1. 1 2 3  各駅の乗車人員（2023年度） - JR東日本
2. ↑  各駅の乗車人員（2000年度） - JR東日本
3. ↑  各駅の乗車人員（2001年度） - JR東日本
4. ↑  各駅の乗車人員（2002年度） - JR東日本
5. ↑  各駅の乗車人員（2003年度） - JR東日本
6. ↑  各駅の乗車人員（2004年度） - JR東日本
7. ↑  各駅の乗車人員（2005年度） - JR東日本
8. ↑  各駅の乗車人員（2006年度） - JR東日本
9. ↑  各駅の乗車人員（2007年度） - JR東日本
10. ↑  各駅の乗車人員（2008年度） - JR東日本
11. ↑  各駅の乗車人員（2009年度） - JR東日本
12. ↑  各駅の乗車人員（2010年度） - JR東日本
13. ↑  各駅の乗車人員（2011年度） - JR東日本
14. ↑  各駅の乗車人員（2012年度） - JR東日本
15. ↑  各駅の乗車人員（2013年度） - JR東日本
16. ↑  各駅の乗車人員（2014年度） - JR東日本
17. ↑  各駅の乗車人員（2015年度） - JR東日本
18. ↑  各駅の乗車人員（2016年度） - JR東日本
19. ↑  各駅の乗車人員（2017年度） - JR東日本
20. ↑  各駅の乗車人員（2018年度） - JR東日本
21. ↑  各駅の乗車人員（2019年度） - JR東日本
22. ↑  各駅の乗車人員（2020年度） - JR東日本
23. ↑  各駅の乗車人員（2021年度） - JR東日本
24. ↑  各駅の乗車人員（2022年度） - JR東日本

千葉県統計年鑑
1. ↑  千葉県統計年鑑（平成元年）
2. ↑  千葉県統計年鑑（平成2年）
3. ↑  千葉県統計年鑑（平成3年）
4. ↑  千葉県統計年鑑（平成4年）
5. ↑  千葉県統計年鑑（平成5年）
6. ↑  千葉県統計年鑑（平成6年）
7. ↑  千葉県統計年鑑（平成7年）
8. ↑  千葉県統計年鑑（平成8年）
9. ↑  千葉県統計年鑑（平成9年）
10. ↑  千葉県統計年鑑（平成10年）
11. ↑  千葉県統計年鑑（平成11年）
12. ↑  千葉県統計年鑑（平成12年）
13. ↑  千葉県統計年鑑（平成13年）
14. ↑  千葉県統計年鑑（平成14年）
15. ↑  千葉県統計年鑑（平成15年）
16. ↑  千葉県統計年鑑（平成16年）
17. ↑  千葉県統計年鑑（平成17年）
18. ↑  千葉県統計年鑑（平成18年）
19. ↑  千葉県統計年鑑（平成19年）
20. ↑  千葉県統計年鑑（平成20年）
21. ↑  千葉県統計年鑑（平成21年）
22. ↑  千葉県統計年鑑（平成22年）
23. ↑  千葉県統計年鑑（平成23年）
24. ↑  千葉県統計年鑑（平成24年）
25. ↑  千葉県統計年鑑（平成25年）
26. ↑  千葉県統計年鑑（平成26年）
27. ↑  千葉県統計年鑑（平成27年）
28. ↑  千葉県統計年鑑（平成28年）
29. ↑  千葉県統計年鑑（平成29年）
30. ↑  千葉県統計年鑑（平成30年）
31. ↑  千葉県統計年鑑（令和元年）
32. ↑  千葉県統計年鑑（令和2年）